# Nagy Palota (Bangkok)
A Nagy Palota (thai: พระบรมมหาราชวัง, angol: Grand Palace) épületegyüttese Bangkok egyik leghíresebb látnivalója Thaiföldön.
A palota és a Wat Phra Keo egy közel 10 hektáros területen fekszik, a Csao Phraja folyónál. A területet övező magas fehér fal szöges ellentétben áll a benti épületcsoport színpompájával. Az ősi Sziám derűs, meseszerű világa fogadja itt a látogatót.
Az épületkomplexumot Bangkok első királya építette 1782-ben, majd minden uralkodó bővítette, így ma a különböző stílusok keveréke.
A palotában nem lakik uralkodó, csupán hivatalos alkalmakkor használják, amikor a nagyköveteknek átnyújtják megbízólevelüket. Őfelsége ilyenkor csodálatos niello trónján fogadja őket. (A mai királyi család a modernebb Chitralada-palotában lakik, a Marble-templom mellett.)
A palotakomplexumot alkotó négy épületet nem nyitják meg a nyilvánosság előtt, a homlokzatukat viszont megcsodálhatjuk. A legnagyobb épületet az 1880-as évek végén brit építészek emelték.
A Wat Phra Keo (a Smaragd Buddha temploma, thai: วัดพระแก้ว), a királyi kápolna áll a palotakomplexum szívében. Kissé magasabbra, egy teraszra épült, arany chedik, elefántok és templomi táncosok szobrainak özöne – akiknek ragyogó, üveggel kirakott ruháján csillog a napfény – veszi körül. A templom sztúpái aranyozottak, a tetőket fénylő narancssárga és zöld cserepek borítják. (A théraváda buddhizmus előszeretettel használja a zöld, vörös, narancs és sárga színeket.)
Cipőnket levéve a templomajtónál, egy másik világba lépünk. A belső falakon látható illusztrációk a maguk teljességében idézik fel a Rámájana thai változatát. Az ajutthajai királyi templom utánzataként, 1782-ben épített templom a Smaragd Buddhának (Emerald Buddha) ad otthont, mely csak 75 cm magas. A szobor egy üvegvitrinben ül a napernyőkkel, aranygömbökkel és mitológiai alakokkal gazdagon díszített aranyozott trónon. A szobor gyémántokkal kirakott aranytunikát visel a forró évszakban, aranyozott köpenyt az esős évszakban és emailberakásos, nehéz aranytunikát az ún. hűvös évszak idején.

## Galéria

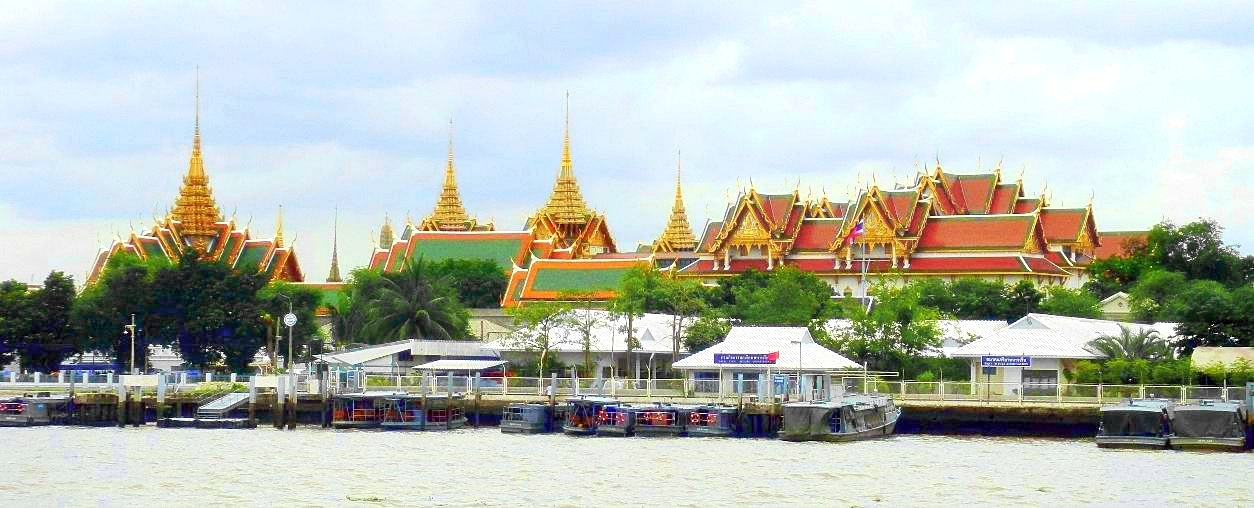
Látkép a folyóról
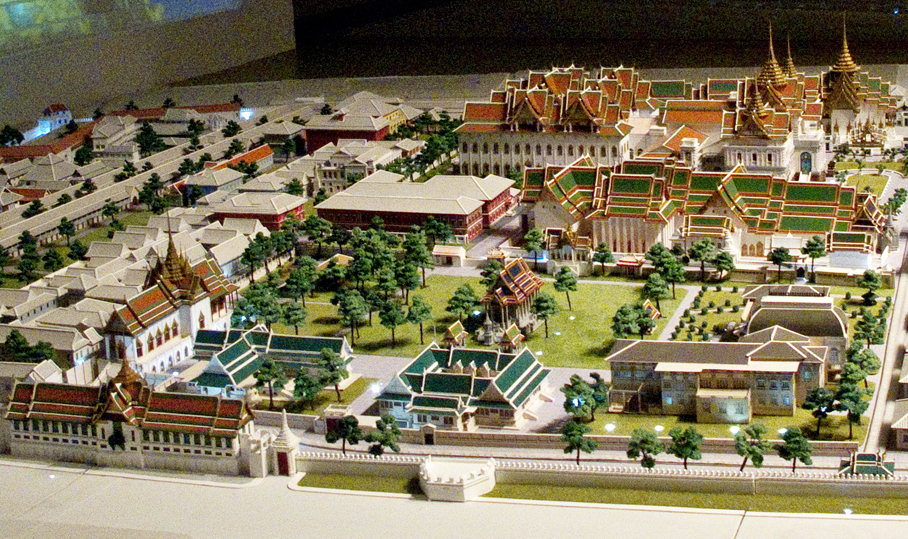
A palota modellje
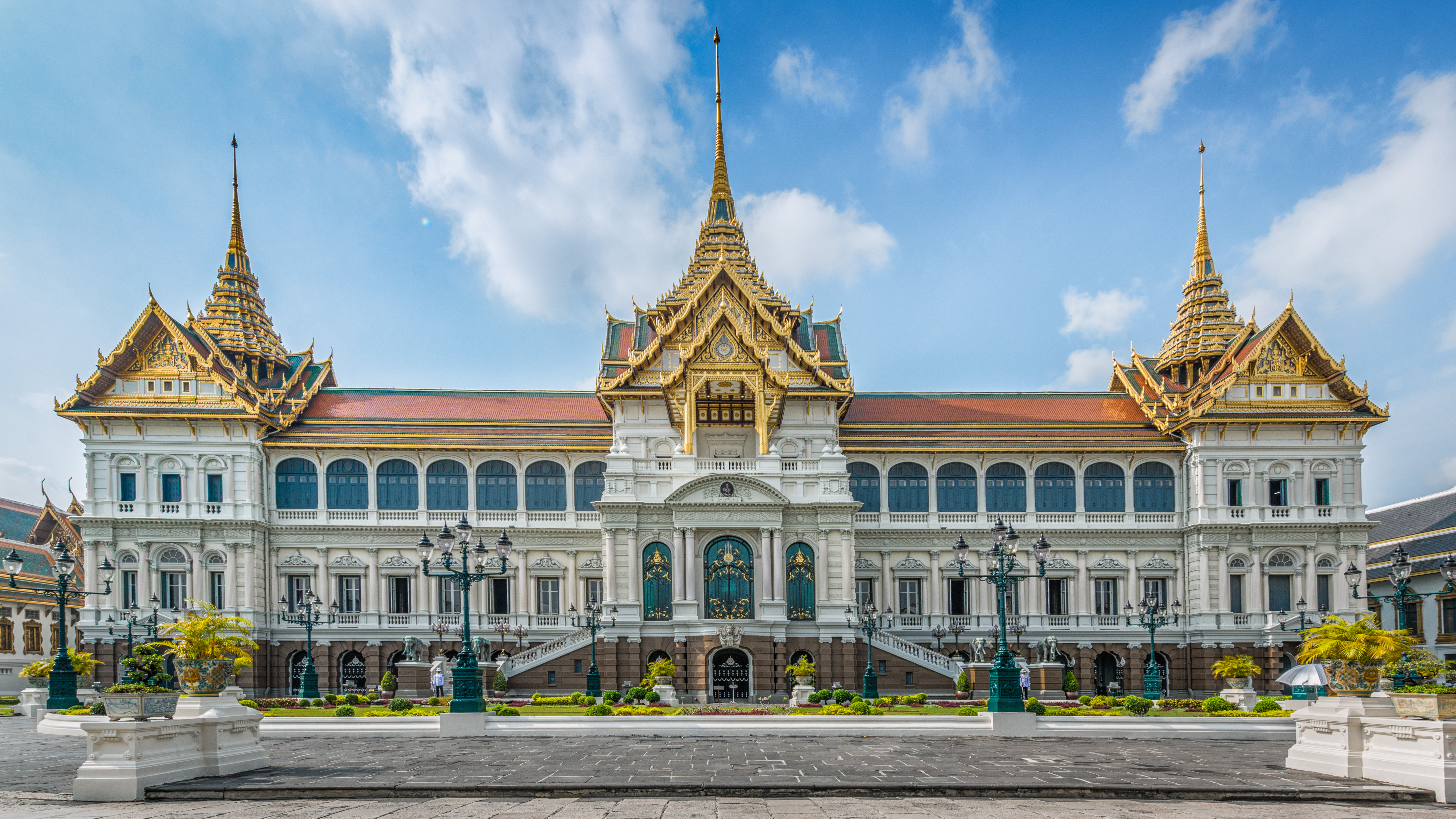
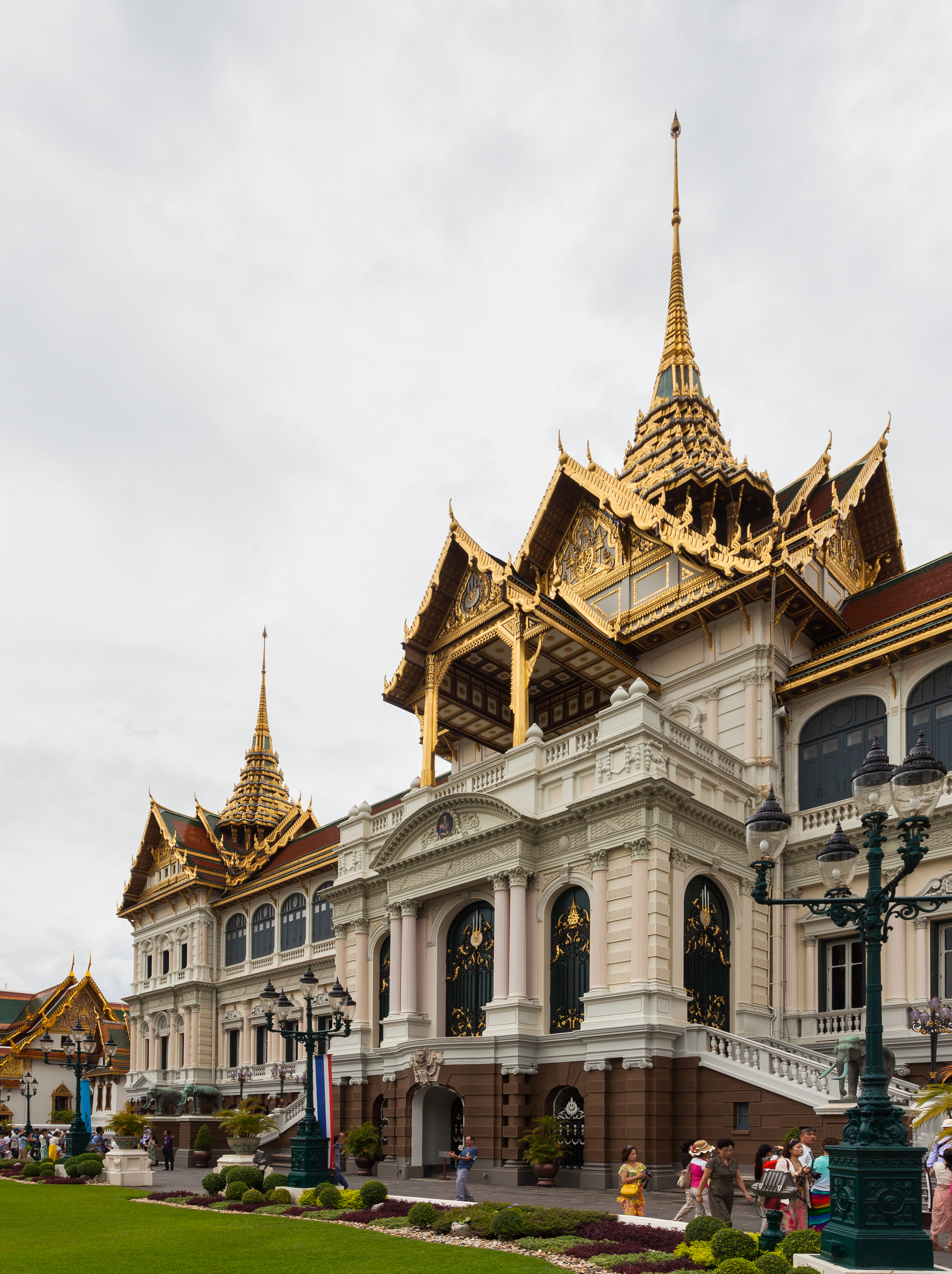
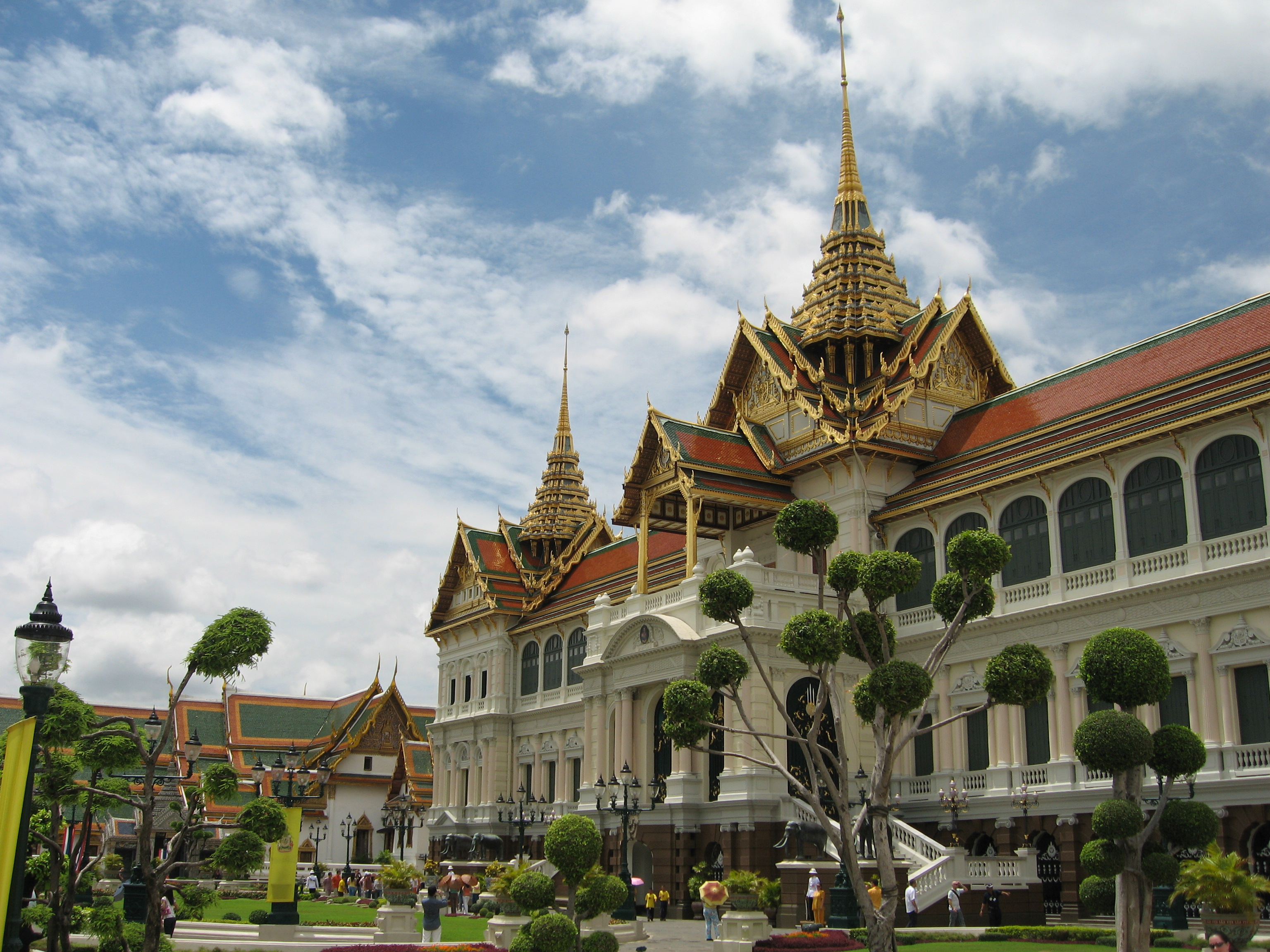
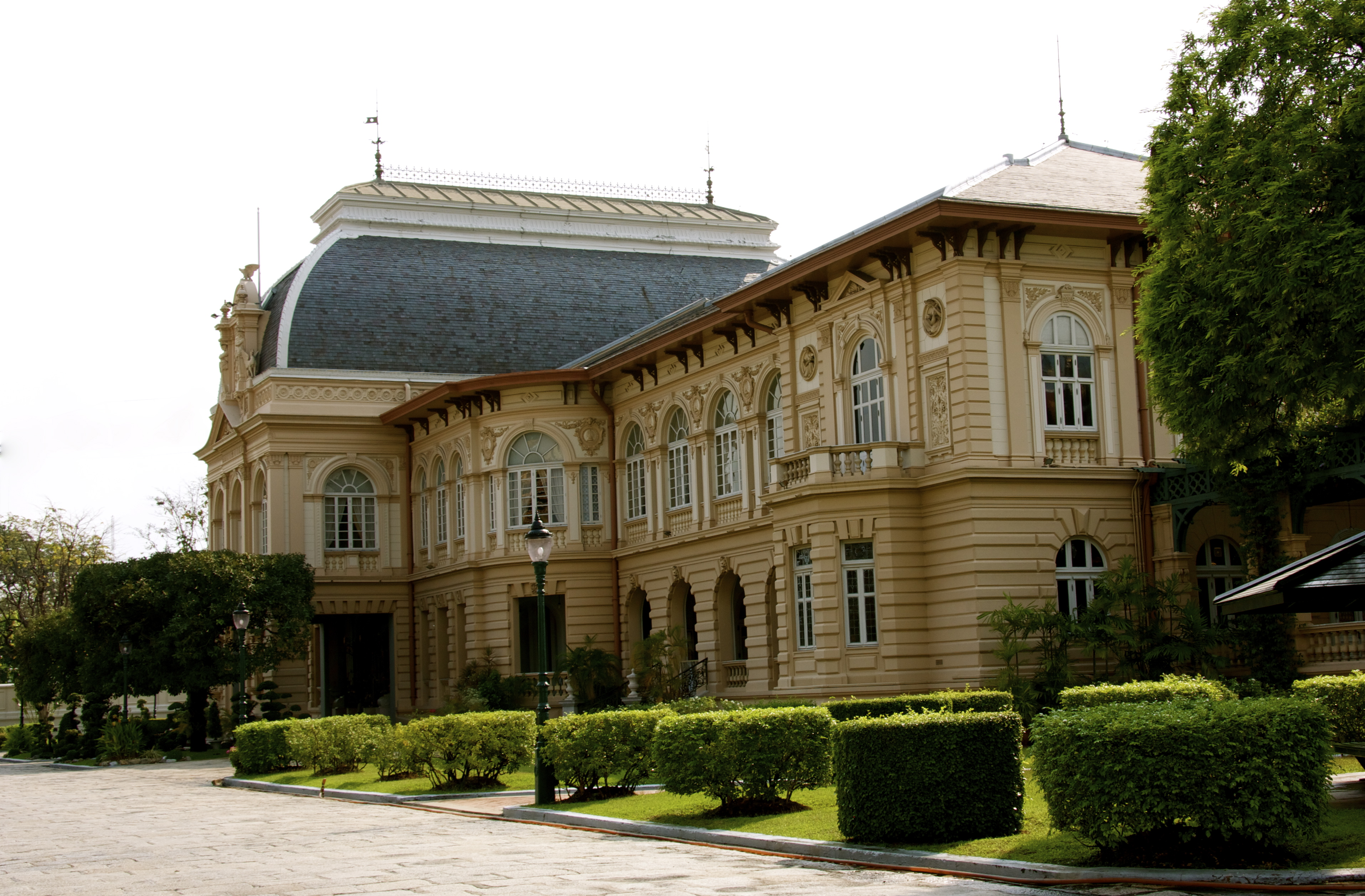
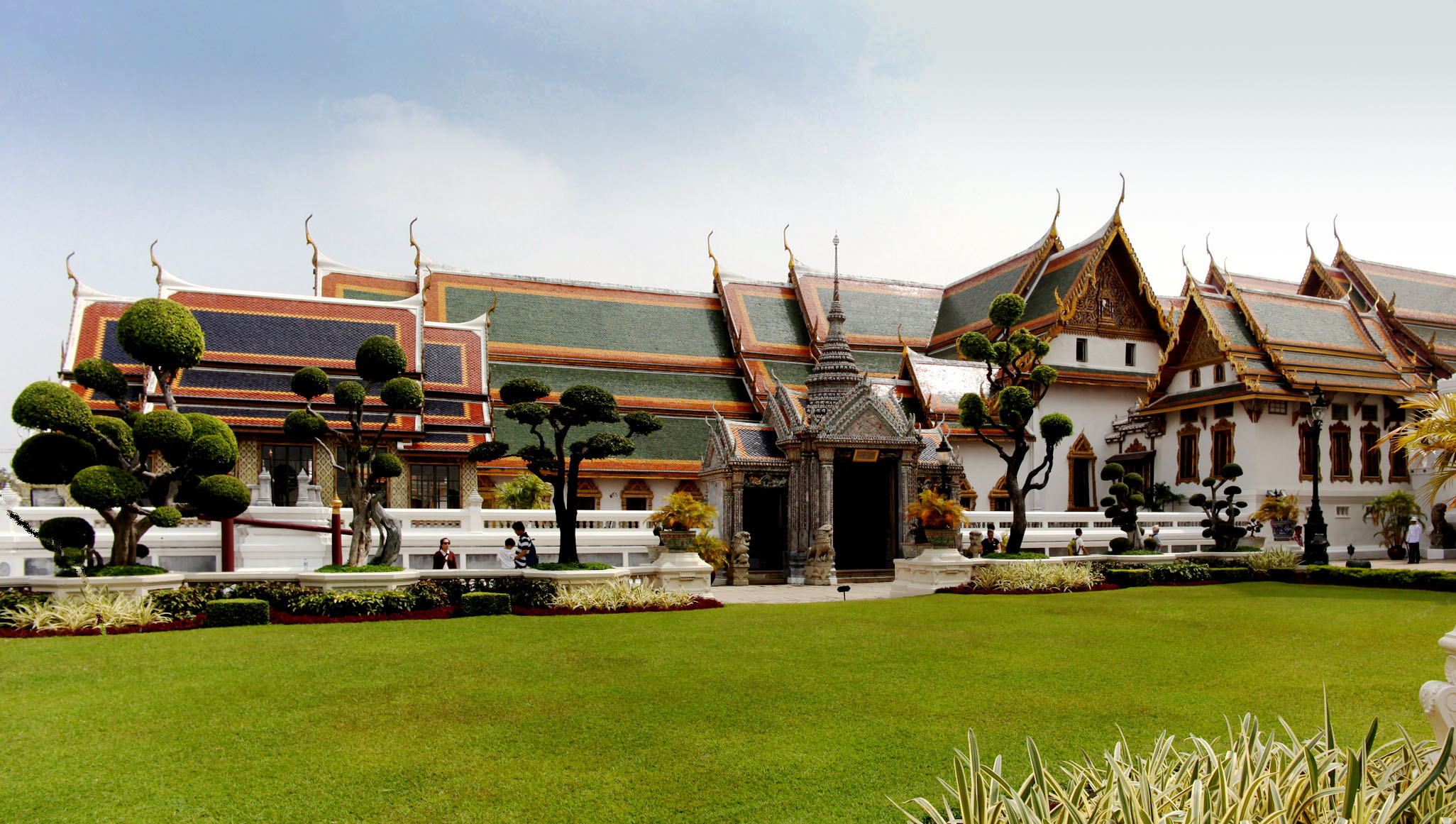
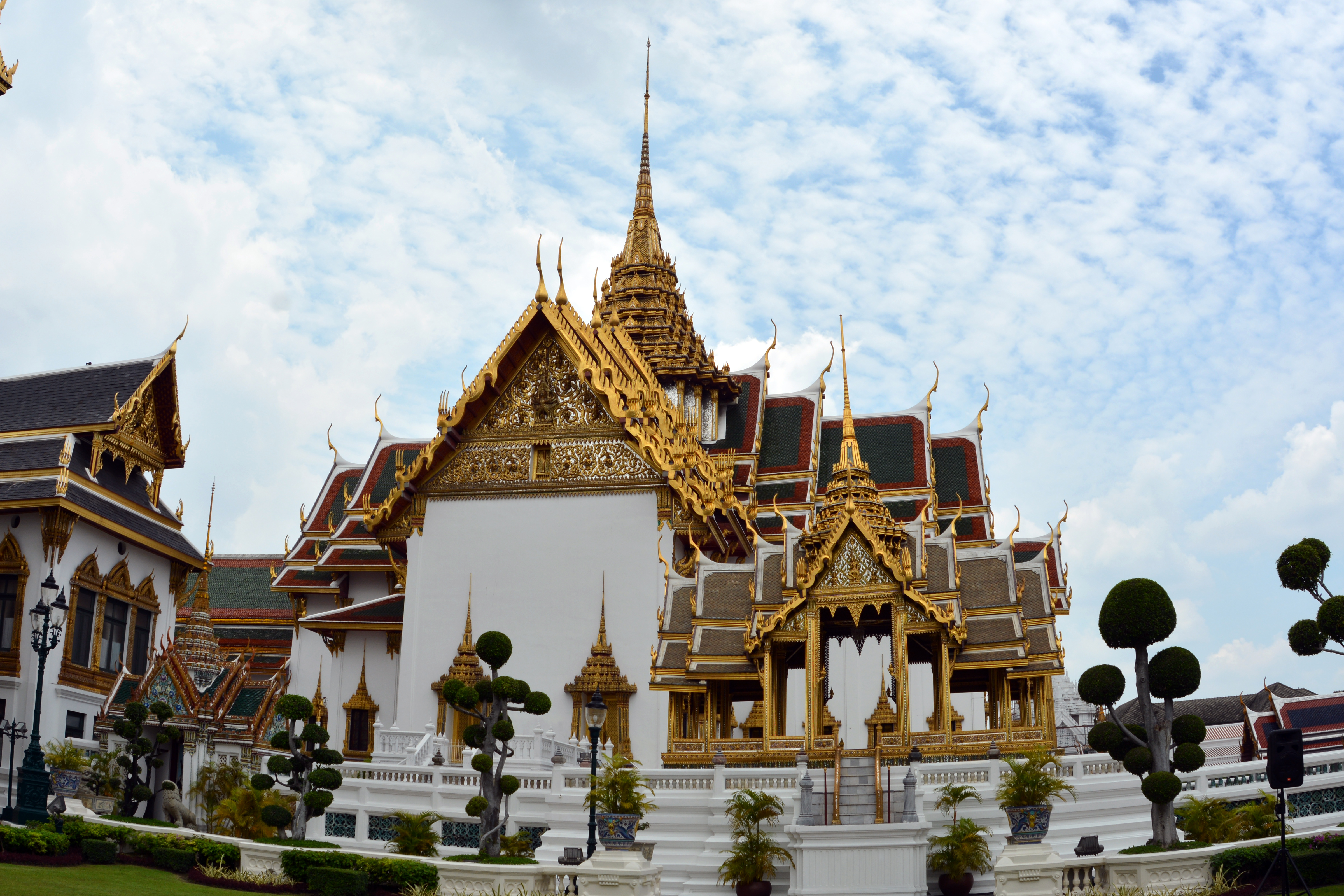
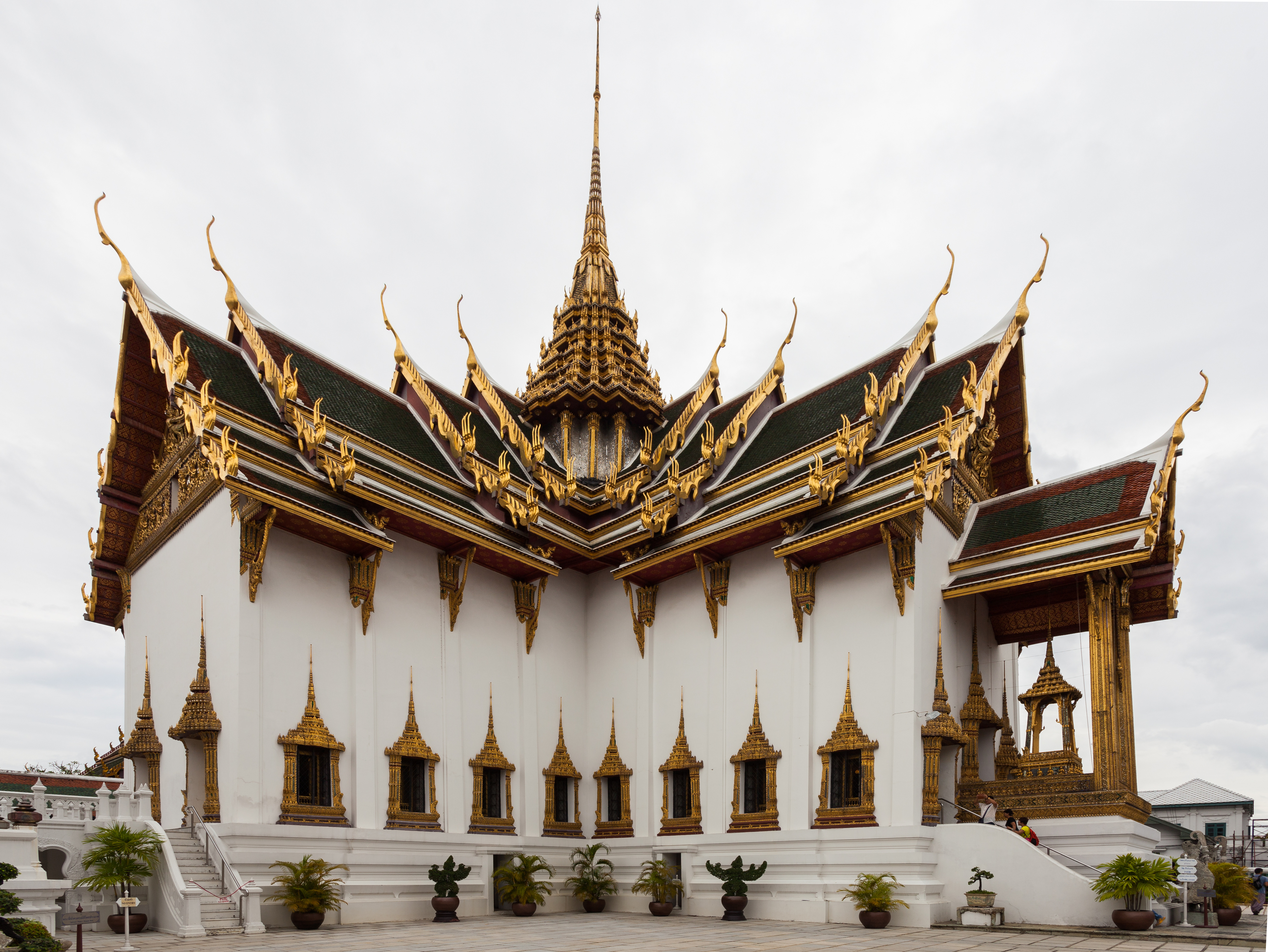
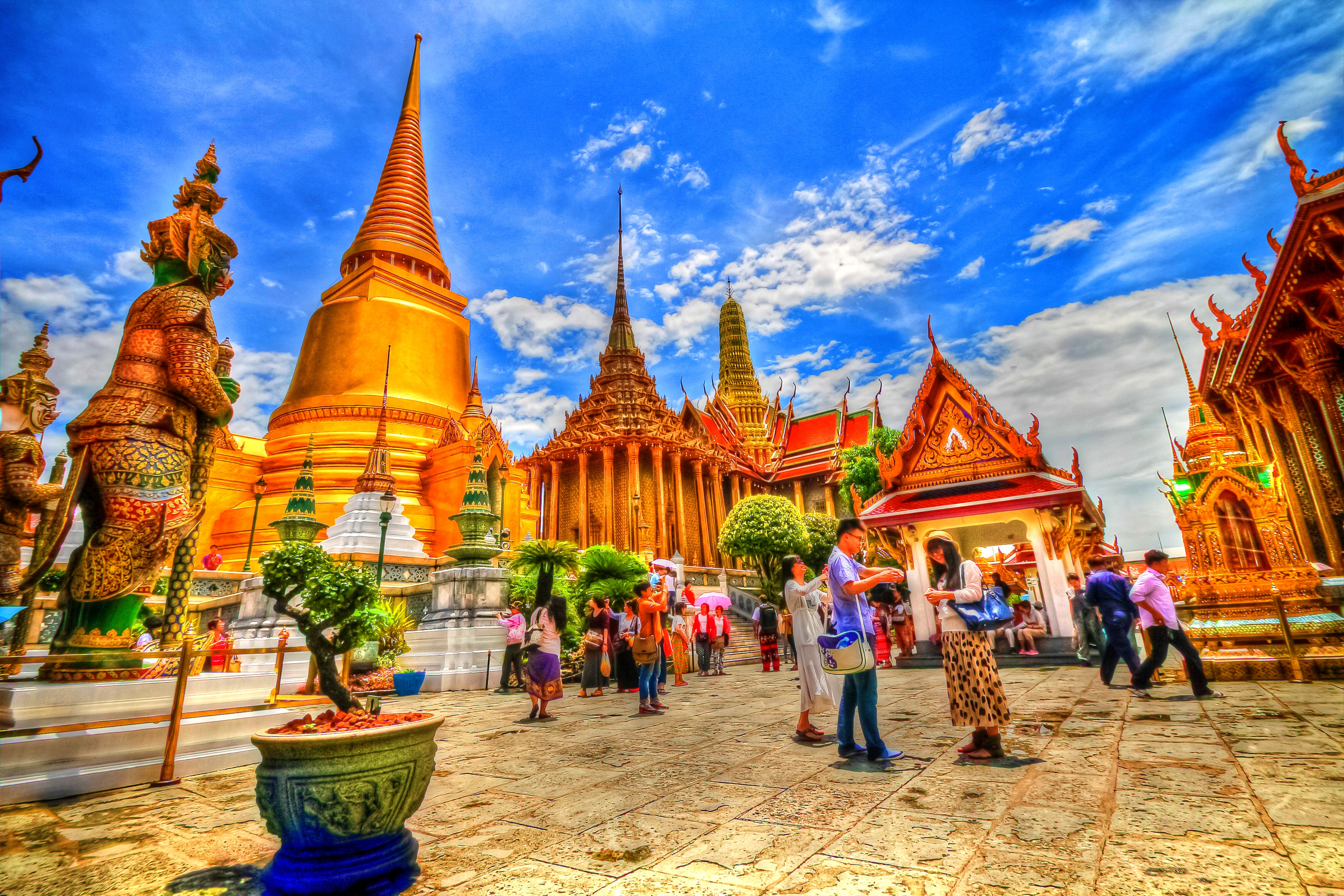
Wat Phra Keo